# Pelophylax bergeri
Pelophylax bergeri (tên tiếng Anh: Italian Pool Frog) là một loài ếch thuộc họ Ranidae. Loài này có ở Pháp và Ý.
Môi trường sống tự nhiên của chúng là sông ngòi, sông có nước theo mùa, đầm nước, hồ nước ngọt, hồ nước ngọt có nước theo mùa, đầm nước ngọt, và đầm nước ngọt có nước theo mùa. Nó không được IUCN xem là loài bị đe dọa.